# Air Vanuatu
Air Vanuatu is een Vanuatuaanse luchtvaartmaatschappij met als thuishaven de internationale luchthaven Bauerfield in Port Vila.

## Geschiedenis
De Vanuatuaanse overheid richtte Air Vanuatu op in 1981, een jaar nadat Vanuatu onafhankelijk werd van het Verenigd Koninkrijk en Frankrijk. Het reguliere vliegverkeer tussen Vanuatu en Australië werd van 1981 tot 1986 echter verzorgd door de Australische luchtvaartmaatschappij Ansett Airlines. De Vanuatuaanse overheid voerde aan het eind van de jaren tachtig een heffing in voor het tonen van de kleuren van de Vanuatuaanse vlag op de vliegtuigen, waarna in maart 1986 de onderhandelingen tussen Ansett Airlines en de Vanuatuaanse overheid stuk liepen. De Vanuatuaanse overheid nam eind 1987 Air Vanuatu volledig over. In 1989 werd ook Air Melanesiae overgenomen. Deze luchtvaartmaatschappij verzorgde sinds 1964 het binnenlandse vliegverkeer in Vanuatu.